# 本牧埠頭
本牧埠頭（ほんもくふとう）は、横浜港の埠頭の一つ。住所は神奈川県横浜市中区本牧ふ頭。

## 解説
日本有数の国際貿易港、横浜港にある埠頭の一つであり、コンテナターミナルとしては横浜港内で最大級の規模と施設を有する。
1960年代からA, B, C, D突堤が順次建設された櫛形の埠頭であったが、B, C突堤間の水域は1990年代から2004年にかけ順次埋め立てられ、一体化された。BC突堤先端部には水深15メートルの大水深コンテナ岸壁を整備、旧C突堤の従来岸壁と合わせ、単一のコンテナターミナルとしては国内最大級の施設に再編・整備されている。また、南側の根岸湾沿いには南本牧埠頭があり、当埠頭と接続するための臨港道路として「南本牧はま道路」（2017年3月4日開通）が整備されている。
A, D突堤は横浜市港湾局および横浜港埠頭株式会社が主に管理・運営。一体となったBC突堤は国土交通省からスーパー中枢港湾対象ターミナルとしての指定を受け、民間共同出資のメガターミナルオペレーターである横浜港メガターミナル株式会社（略称YPM）が主に管理・運営を行っている。また、コンクリートを生産するための建材埠頭もある。
この他、D突堤には横浜港シンボルタワー・本牧海づり施設・本牧漁港・港湾職業能力開発短期大学校横浜校がある。
本牧埠頭と大黒埠頭を結ぶ横浜ベイブリッジは、横浜市のシンボルとなっている。また2025年を目標に、横浜ベイブリッジの下をくぐることができない超大型客船（海面上の高さ〈マスト高〉が55m以上の客船、22万総トン級のパナマックス）に対応した多目的岸壁の整備もA突堤（A-5〜A-8バース）で計画されている（「大さん橋#パナマックス問題」も参照）。
2020年1月より、D突堤からさらに延伸し、ロジスティクス用の新本牧埠頭造成が開始される。この埋め立てには、JR東海が建設を進めているリニア中央新幹線の地下トンネル掘削に伴い発生した残土を用いる。

## 位置
| 名称        | 座標                                                                |
| ----------- | ------------------------------------------------------------------- |
| A突堤       | 北緯35度26分49秒 東経139度40分16秒 / 北緯35.44694度 東経139.67111度 |
| BC突堤      | 北緯35度26分24秒 東経139度40分40秒 / 北緯35.44000度 東経139.67778度 |
| （旧B突堤） | 北緯35度26分34秒 東経139度40分28秒 / 北緯35.44278度 東経139.67444度 |
| （旧C突堤） | 北緯35度26分13秒 東経139度40分37秒 / 北緯35.43694度 東経139.67694度 |
| D突堤       | 北緯35度26分18秒 東経139度41分06秒 / 北緯35.43833度 東経139.68500度 |

## 事業所
2021年現在の経済センサス調査による事業所数と従業員数は以下の通りである。
| 町丁     | 事業所数  | 従業員数 |
| -------- | --------- | -------- |
| 本牧ふ頭 | 223事業所 | 3,521人  |

### 事業者数の変遷
経済センサスによる事業所数の推移。
| 年                 | 事業者数 |
| ------------------ | -------- |
| 2016年（平成28年） | 231      |
| 2021年（令和3年）  | 223      |

### 従業員数の変遷
経済センサスによる従業員数の推移。
| 年                 | 従業員数 |
| ------------------ | -------- |
| 2016年（平成28年） | 3,523    |
| 2021年（令和3年）  | 3,521    |

## その他

### 日本郵便
- 郵便番号：231-0811[2]（集配局：横浜港郵便局[13]）

### 警察
町内の警察の管轄区域は以下の通りである。
| 番・番地等 | 警察署     | 交番・駐在所 |
| ---------- | ---------- | ------------ |
| 全域       | 山手警察署 | 本牧ふ頭交番 |